# Antonio Ponticorona
Antonio Ponticorona (Palermo, ... – 1451) è stato un vescovo cattolico italiano, prima vescovo di Cefalù (25º) e poi di Girgenti.

## Biografia
Nacque a Palermo, sede dell'omonima arcidiocesi. Entrò nell'Ordine dei frati predicatori e fu docente di teologia.
Partecipò al concilio di Costanza.
Presentato da re Alfonso V, nella sua qualità di re di Sicilia, il 20 novembre 1422 fu nominato vescovo di Cefalù da papa Martino V.
Il 23 luglio 1445 papa Eugenio IV lo trasferì alla sede di Girgenti dove rimase sino alla sua morte, avvenuta probabilmente nel 1451.